# Periodo (teoria dei numeri)
In matematica, un periodo è un tipo di numero che può essere espresso mediante l'integrale di una funzione algebrica su un dominio algebrico, cioè un insieme numerico definito tramite un’equazione o una disuguaglianza. Tale nozione è stata ufficialmente introdotta da Maxim Kontsevich e Don Zagier nel 2001, riprendendo un discorso tenuto da Kontsevich nel 1999 per il Journée Annuelle della Société mathématique de France.

## Definizione
Secondo Kontsevich “un periodo è un numero complesso le cui parti reale e immaginaria sono i valori di integrali assolutamente convergenti di funzioni razionali a coefficienti razionali su domini in {\displaystyle \mathbb {R} ^{n}}, definiti tramite diseguaglianze polinomiali a coefficienti razionali".
È del tutto equivalente sostituire nella definizione sopra ai numeri razionali {\displaystyle \mathbb {Q} } quelli algebrici.
In pratica un periodo {\displaystyle p} si presenta nella forma:
{\displaystyle p=\int \limits _{\Delta }{\frac {f(x_{1},\ldots ,x_{n})}{g(x_{1},\ldots ,x_{n})}}\mathrm {d} x_{1}\ldots \mathrm {d} x_{n},}
dove {\displaystyle \Delta \subset \mathbb {R} ^{n}}e {\displaystyle f} e {\displaystyle g} sono polinomi con coefficienti in {\displaystyle \mathbb {Q} .}
Il nome fa riferimento al fatto che casi notevoli di tali numeri sono {\displaystyle \pi } e suoi multipli, i quali sono, appunto, i periodi di funzioni periodiche fondamentali, come ad esempio {\displaystyle \sin(x)}, {\displaystyle \cos(x)}e {\displaystyle e^{ix}}, o periodi di funzioni ellittiche.
L’insieme di tutti i periodi viene indicato con il simbolo {\displaystyle \mathbb {P} }.

## Esempi
- Tutti i numeri algebrici, come

{\displaystyle {\sqrt {2}}=\int _{2x^{2}\leq 1}\mathrm {d} x,\qquad }ossia{\displaystyle \qquad {\sqrt {2}}=\int _{-1/{\sqrt {2}}}^{1/{\sqrt {2}}}\mathrm {d} x}.
In pratica ponendo l’integrando uguale alla costante 1 si può sempre costruire il valore finale in base al dominio.
- I numeri trascendenti come {\displaystyle \pi } sono un periodo, in quanto possono essere scritti come

{\displaystyle \pi =\int _{x^{2}+y^{2}\leq 1}\mathrm {d} x\mathrm {d} y,}
{\displaystyle 2\pi =\int _{x^{2}+y^{2}=1}\mathrm {d} x\mathrm {d} y,}
{\displaystyle 2\pi i=\oint {\frac {dz}{z}},}
nel piano complesso attorno al punto {\displaystyle z=0.}
- I logaritmi di numeri algebrici, come:

{\displaystyle \ln 2=\int _{1<x<2}{\frac {\mathrm {d} x}{x}},\qquad }ossia {\displaystyle \qquad \ln 2=\int _{1}^{2}{\frac {\mathrm {d} x}{x}}.}
- Gli integrali ellittici come ad esempio i periodi delle funzioni ellittiche di Weierstrass di parametri algebrici g2, g3:

{\displaystyle \omega _{i}=\int _{e_{i}}^{\infty }{\frac {\mathrm {d} t}{\sqrt {4t^{3}-g_{2}t-g_{3}}}},\quad i=1,2.}
- I valori interi della funzione zeta di Riemann, come

{\displaystyle \zeta (3)=\iiint \limits _{0<x<y<z<1}{\frac {\mathrm {d} xdydz}{(1-x)yz}}.}
- La funzione gamma {\displaystyle \Gamma (p/q)^{q}} per p e q numeri naturali, come

{\displaystyle \Gamma (1/3)^{3}=2^{4/3}3^{1/2}\pi \int _{0}^{1}{\frac {\mathrm {d} x}{\sqrt {1-x^{3}}}}.}
- Gli integrali della matrice S in meccanica quantistica sono periodi[3].

## Caratteristiche
La somma e il prodotto di due periodi è anch'esso un periodo, perciò i periodi formano un anello.

### Inclusione
I vari tipi di numeri sono costruiti per estensioni successive, partendo dai numeri naturali {\displaystyle \mathbb {N} } fino ad arrivare ai complessi {\displaystyle \mathbb {C} }, ottenendo la sequenza classica 
{\displaystyle \mathbb {N} \subset \mathbb {Z} \subset \mathbb {Q} \subset \mathbb {R} \subset \mathbb {C} .}
È possibile raffinare la sequenza introducendo i numeri algebrici {\displaystyle {\overline {\mathbb {Q} }}}, che sono tutti i numeri reali e complessi, non trascendenti, per cui
{\displaystyle {\begin{array}{lcl}\mathbb {N} \subset \mathbb {Z} &\subset &\mathbb {Q} \subset {\overline {\mathbb {Q} }}\\&&\cap \quad \ \ \cap \\&&\mathbb {R} \subset \mathbb {C} \end{array}}}
Tutti i tipi di numeri fino agli algebrici (prima riga), sono numerabili, mentre quelli della seconda, che include i trascendenti, non lo sono.
I periodi, invece sono numerabili pur includendo alcuni trascendenti come {\displaystyle \pi }, e quindi sono inclusi nei complessi.
Se è facile riuscire a rappresentare dei complessi, anche trascendenti, come periodi, è difficile trovare dei numeri che sicuramente non siano periodi. La costante di Nepero e, è un numero trascendente che potrebbe non essere un periodo.
Nel 2008, Masahiko Yoshinaga ha scoperto come produrre un reale computabile che non sia un periodo.